# Hans-Peter Dahm
Hans-Peter Dahm (* 20. Jahrhundert) ist ein ehemaliger deutscher Schauspieler.

## Leben
Hans-Peter Dahm wirkte im Jahr 1990 in dem Film Verbotene Liebe mit. Er spielte dort die Hauptrolle des 18-jährigen Schülers Georg, welcher sich in die 13-jährige Schülerin Barbara (Julia Brendler) verliebt.
Es blieb jedoch seine einzige Mitwirkung an einem Film. Danach war Hans-Peter Dahm nicht mehr als Schauspieler tätig. Über seinen weiteren Lebensweg sind bislang keinerlei Informationen veröffentlicht worden.

## Filmografie
1990: Verbotene Liebe